# Игнатов, Алексей Николаевич
Алексе́й Никола́евич Игна́тов (14 июня 1928, Москва — 13 октября 2010, Москва) — советский и российский учёный-правовед, специалист в области уголовного права, криминологии, сравнительного правоведения и уголовно-исполнительного права. Доктор юридических наук, профессор. Заслуженный деятель науки Российской Федерации.

## Биография
Родился 14 июня 1928 года в Москве в семье рабочего (мастер-чеканщик); мать имела филологическое образование, но занималась семьёй.
В 1949 году окончил юридический факультет МГУ имени М. В. Ломоносова и там же аспирантуру.
С 1953 года — преподаватель, доцент Высшей школы КГБ и МВД СССР.
Старший научный сотрудник Института государства и права АН СССР.
Заведующий сектором Института прокуратуры СССР.
Начальник отдела ВНИИ МВД СССР.
С 1973 года — член Научно-консультативного совета при Верховном Суде.
В 1974 году во Всесоюзном институте по изучению причин и разработке мер предупреждения преступности защитил диссертацию на соискание учёной степени доктора юридических наук по теме «Проблемы уголовной ответственности за преступления в области половых отношений в советском уголовном праве» (специальность 12.00.08 — уголовное право).
Профессор кафедры уголовно-правовых дисциплин Московского института экономики, политики и права (МИЭПП).
Профессор кафедры уголовного права и процесса юридического факультета Российского университета дружбы народов (РУДН).
Член группы экспертов Комитета Государственной думы РФ (второго созыва) по законодательству (ГД ФС РФ второго созыва).
Эксперт Комитета Государственной думы РФ (второго и третьего созывов) по безопасности.
Умер в Москве 13 октября 2010 года. Похоронен на Хованском кладбище.

## Научная деятельность
Принимал активное участие в работе над уголовным и уголовно-исполнительным законодательством.
Один из разработчиков УК РФ, принятого в 1996 году. В 1996—1999 годах он принимал участие в работе над всеми законопроектами по уголовному праву, в 1998—1999 — над изменениями и дополнениями в УК РФ. Написал более 150 работ по уголовному праву и криминологии, в их числе «Настольная книга судьи» (1972, в соавторстве), «Преступления против нравственности» (1974), «Квалификация половых преступлений» (1974) и др. Соавтор двухтомного курса российского уголовного права.

## Декриминализация гомосексуальных отношений
Сыграл решающую роль в декриминализации гомосексуальных отношений в России. Ещё в 1979 году он направил руководству МВД СССР записку, в которой обосновывал необходимость отмены 121 статьи УК РСФСР, однако тогда его предложение осталось без ответа. Во время перестройки он продолжал добиваться отмены статьи, говоря, что, «если гомосексуальные связи построены на добровольной основе, то это личное дело людей. <…> Нам противостоят предрассудки большей части населения и мнение влиятельных функционеров, не имеющих юридических знаний. Мы надеемся на Горбачёва. Он — юрист». В итоге статья была отменена только при Борисе Ельцине 27 мая 1993 года.

## Научные труды
- Игнатов А. Н. Ответственность за преступления против нравственности: (Половые преступления). — М.: Юридическая литература, 1966. — 206 с.
- Игнатов А. Н. Уголовный закон охраняет права несовершеннолетних. — М.: Юридическая литература, 1971. — 85 с.
- Игнатов А. Н. Квалификация половых преступлений. — М.: Юридическая литература, 1974. — 254 с.
- Игнатов А. Н., Красиков Ю. А. Курс российского уголовного права : В 2-х т. — М.: НОРМА: ИНФРА-М, 2001—2002. ISBN 5-89123-576-5 (НОРМА)
- Игнатов А. Н. Избранные труды. — М.: Российский университет дружбы народов, 2013. — 411 с. ISBN 978-5-209-05267-8